# Edward Gourdin
Edward Orval Gourdin, detto Ned (Jacksonville, 10 agosto 1897 – Quincy, 22 luglio 1966), è stato un lunghista statunitense.

## Palmarès
| Anno | Manifestazione  | Sede   | Evento         | Risultato | Prestazione | Note |
| ---- | --------------- | ------ | -------------- | --------- | ----------- | ---- |
| 1924 | Giochi olimpici | Parigi | Salto in lungo | Argento   | 7,275 m     |      |